# بنيامين تشيرش (طبيب)
بنيامين تشيرش (24 أغسطس 1734 - 1778) كان فعليًا أول جراح عام في جيش الولايات المتحدة، حيث شغل منصب رئيس الأطباء والمدير العام للخدمة الطبية للجيش القاري من 27 يوليو 1775 إلى 17 أكتوبر. 1775. كان أيضًا نشطًا في حركة أبناء الحرية في بوسطن في السنوات التي سبقت الحرب. ومع ذلك، في وقت مبكر من الثورة الأمريكية، كان تشيرش أيضًا يرسل معلومات سرية إلى الجنرال توماس غيج، القائد البريطاني، وعندما اعترضت إحدى رسائله في بوسطن، تمت محاكمته وإدانته بتهمة التواصل مع العدو. سجن لاحقًا ولكن أطلق سراحه في نهاية المطاف، ومن المحتمل أنه مات في مكان ما في البحر الكاريبي في عام 1778.

## سيرة شخصية

### الأسرة والتعليم
ولد تشيرش في نيوبورت، مستعمرة رود آيلاند، ابن بنيامين تشيرش، تاجر بوسطن وشماس كنيسة شارع هوليس التي يديرها القس ماذر بايلز. لعب جده الأكبر، العقيد بنيامين تشيرش، دورًا بارزًا في الحرب مع هنود ناراجانسيت وقاد القوة التي طاردت الملك فيليب حتى وفاته في 12 أغسطس 1676. وكان تشيرش (بنيامين تشيرش الثالث) يعود لمايفلاور تشيرش سليل جدته الكبرى إليزابيث وارن تشيرش، التي كانت ابنة ريتشارد وارن، أحد ركاب مايفلاور. تزوجت أليس شقيقة بنيامين من طابع بوسطن جون فليمنج.
التحق بنيامين الثالث بمدرسة بوسطن اللاتينية وتخرج من كلية هارفارد عام 1754. ودرس الطب مع جوزيف بينشون، ثم واصل دراسته لاحقًا في لندن. وأثناء وجوده هناك، تزوج من هانا هيل من روس، هيريفوردشاير. بالعودة إلى بوسطن اكتسب سمعة طيبة كطبيب موهوب وجراح ماهر. أجرى تشيرش جراحة إزالة المياه البيضاء، ويُذكر أيضًا أنه عالج أمراض عين جون آدامز. بحلول عام 1769، كان قد حصل على ملكية عبد يُدعى جون كوامينو، الذي اشترى حريته لاحقًا بالأرباح التي حصل عليها من تذكرة اليانصيب.

### غموض سياسي
مع تزايد الاحتكاك بين المستعمرات وبريطانيا العظمى، دعم تشيرش قضية حزب اليمين بقوة بقلمه. هناك أدلة على أنه خلال هذه الفترة كان يُنظر إليه على أنه وطني متحمس ومتعاطف سري مع حزب المحافظين. قام بفحص جثة كريسبوس أتوكس وعالج بعض الجرحى في مذبحة بوسطن في 5 مارس 1770. في عام 1773، ألقى خطبة يوم المذبحة السنوية، لإحياء ذكرى المأساة الدموية في الخامس من مارس 1770، والتي تميزت به باعتباره خطيب ذو رتبة عالية.
في عام 1774، انتخب تشيرش مندوبًا إلى كونغرس مقاطعة ماساتشوستس، ثم أصبح فيما بعد عضوًا في لجنة السلامة التابعة له، والتي كانت مسؤولة عن الاستعداد للصراع المسلح. في نفس الوقت تقريبًا، بدأ الجنرال غيج في تلقي معلومات استخباراتية مفصلة عن أنشطة الكونغرس الإقليمي. في 21 فبراير 1775، عين الكونغرس الإقليمي تشيرش وجوزيف وارن لجنة لإجراء جرد للإمدادات الطبية اللازمة للجيش، وفي 7 مارس، صوت عليهما بمبلغ خمسمائة جنيه لشراء هذه الإمدادات.
في 8 مايو 1775، بعد بدء الحرب الثورية، أصبح تشيرش عضوًا في لجنة فحص الجراحين بالجيش. وأمر قرار صدر في 19 يونيو بتشكيل الدكتور تشيرش والدكتور تايلور والدكتور وايتنج لجنة للنظر في الطريقة المناسبة التي يجب اتباعها لتزويد المستشفيات بالجراحين وأن يشكل نفس السادة لجنة لتوفير الأدوية وغيرها من الضروريات للمستشفيات. بصفته رئيسًا للجنة الفرعية التابعة للجنة السلامة، وقع تقريرًا في 12 مايو أوصى بنظام الأعمال الدفاعية في بروسبكت هيل وبنكر هيل. ومع ذلك، أشار زملاؤه إلى أنه أصر على دخول بوسطن بعد فترة وجيزة من معركة ليكسينغتون وكونكورد، وأثناء وجوده هناك شوهد في مؤتمر مع الجنرال البريطاني توماس غيج؛ وادعى أنه تم القبض عليه وإطلاق سراحه.